# Os (Hordaland)
Pour les articles homonymes, voir OS.
Os était une kommune limitrophe de Bergen, dans le comté de Hordaland, en Norvège. Elle comptait 15 595 habitants en 2007.
Elle a fusionné le 1er janvier 2020 avec la commune de Fusa pour former la commune de Bjørnafjorden dans le comté de Vestland.

## Personnalités liées à la commune
- Ole Bull (1810-1880), violoniste

## Musées
- Lysøen